# إفيرالدو فيريرا
إفيرالدو فيريرا هو لاعب كرة قدم برازيلي في مركز الهجوم، ولد في 29 مايو 1982 في روندونوبوليس في البرازيل. لعب مع أتلاتيكو خولوما وريال إسبانيا وريفر بليت وميونيسيبال ونادي بويبلا.